# 鈴木實治郎
鈴木 實治郎（すずき じつじろう、1913年11月29日 - 1994年4月9日）は、日本の逓信官僚、実業家。旧姓は中西（なかにし）。
逓信省（後の郵政省→総務省）での勤務を経て、鈴木自動車工業株式会社社長（第3代）、鈴木自動車工業株式会社会長（第2代）などを歴任した。

## 来歴

### 生い立ち
1913年に生まれ、静岡県の志太郡にて育った。浜松高等工業学校に進学し、1934年に卒業した。卒業後は逓信省（後の郵政省→総務省）に入省し、日本発送電に関する案件などを手掛けた。このころ、実業家の鈴木道雄の三女との縁談が持ち上がった。1940年、道雄の三女と結婚に伴い、逓信省を退官して道雄が経営する鈴木式織機に入社した。

### 実業家として
1954年、鈴木式織機は鈴木自動車工業に改組されるが、引き続き勤務した。1957年2月、岳父の鈴木道雄が社長を退任して相談役となり、實治郎の妻の義兄であり道雄の養嗣子である鈴木俊三が後任の社長に就任することになったため、以降は俊三を支えた。1973年5月、俊三が社長を退任して初代会長に就任することになり、その後任として第3代社長に就任した。1978年6月、社長を退いて第2代会長に就任した。後任の社長には、實治郎の妻の義甥であり俊三の養嗣子である鈴木修が就いた。1983年6月、会長を退任するとともに、取締役を辞した。1994年、脳梗塞のため死去した。80歳没。

## 家族・親族
鈴木家はスズキの創業家として知られており、多くの実業家を輩出している。鈴木實治郎の岳父である鈴木道雄は鈴木式織機製作所を創業し、のちに鈴木式織機を経て鈴木自動車工業を設立した実業家である。實治郎は道雄の三女と結婚し、鈴木自動車工業の第3代社長を務めた。そのほか、鈴木自動車工業の第2代社長を務めた鈴木俊三は道雄の長女と結婚しているため實治郎の義姉の夫にあたり、鈴木自動車工業の第4代社長、および、スズキの初代社長を務めた鈴木修は俊三の長女と結婚しているため實治郎の義姪の夫にあたるなど、著名な係累縁者が多数存在するため、下記の一覧では實治郎の親族に該当する者のみ記載した。
- 鈴木道雄（岳父） - 実業家

## 系譜
|          |          |          |          |          |          |  |  |            |            |            |            |            |            |  |  |
| 鈴木道雄 | 鈴木道雄 | 鈴木道雄 | 鈴木道雄 | 鈴木道雄 | 鈴木道雄 |  |  | 道雄の三女 | 道雄の三女 | 道雄の三女 | 道雄の三女 | 道雄の三女 | 道雄の三女 |  |  |
| 鈴木道雄 | 鈴木道雄 | 鈴木道雄 | 鈴木道雄 | 鈴木道雄 | 鈴木道雄 |  |  | 道雄の三女 | 道雄の三女 | 道雄の三女 | 道雄の三女 | 道雄の三女 | 道雄の三女 |  |  |
|          |          |          |          |          |          |  |  |            |            |            |            |            |            |  |  |
|          |          |          |          |          |          |  |  | 鈴木實治郎 |            |            |            |            |            |  |  |
|          |          |          |          |          |          |  |  |            |            |            |            |            |            |  |  |

- 赤地に太字が本人である。
- 係累縁者が多いため、鈴木實治郎の親族に該当する著名人のみ氏名を記載した。

## 略歴
- 1913年 - 静岡県志太郡にて誕生。
- 1934年 - 浜松高等工業学校卒業。
- 1940年 - 鈴木式織機入社。
- 1954年 - 鈴木式織機が鈴木自動車工業に改組。
- 1973年 - 鈴木自動車工業社長[3]。
- 1974年 - 藍綬褒章受章[1]。
- 1978年 - 鈴木自動車工業会長[3]。
- 1984年 - 勲二等瑞宝章受章[1]。
- 1994年 - 死去。